# Francisco Montaigut
Francisco Montaigut da Perille (França,  Século XVII - A Corunha, 1733) foi um brigadeiro e engenheiro militar espanhol de origem francesa.

## Biografia
No decorrer da guerra de sucessão espanhola, em 1708, foi nomeado engenheiro em chefe em Flandes e em 1709 foi ascendido a coronel. Desde Catalunha, onde tinha participado no cerco de Barcelona, se transladou a Maiorca em 1716 para realizar um projecto de engenhieria na capital.
É destinado à Corunha em 1721, primeiro como engenheiro em chefe e desde 1726 como engenheiro director de Galiza.

Entre 1722 e 1730 projectou a reforma do Hospital Militar da Corunha, a ampliação da cidade, o desenho do bairro da Pescadería, a fortificação dos castelos de San Antón e San Diego, ao mesmo tempo em que realizou a construção do "viaje de agua" de San Pedro de Visma, o segundo projecto de abastecimento de água que se realizou na Corunha e uma das obras mais importantes no desenvolvimento da cidade.

A partir de 1726 começou a realizar projectos em Ferrol. Nesse mesmo ano desenhava o plano da primeira base naval da Graña dessa cidade, ampliada em 1728.
Entre 1726 e 1730 Montaigut realizou a ampliação das fortificações e baterias da ria de Ferrol e a reforma dos castelos da Palma e de San Felipe.
Em 1732 elaborou dois projectos de construção de um arsenal na ensenada de Ferrol em substituição do astillero da Graña. Nesse mesmo ano realizava a primeira tentativa de levantar um espaço urbanizado com um desenvolvimento elementar e um traçado em damero que serviu de base para o futuro bairro da Magdalena.
Faleceu na Corunha o 9 de setembro de 1733, sendo brigadeiro.